# 시사껫 FC
시사껫 FC(태국어: ศรีสะเกษ เอฟซี, 영어: Sisaket Football Club)는 시사껫 주를 연고로 하는 태국의 축구 클럽이다. 현재는 타이 리그에 참가하고 있다.

## 역사
1999년 창단했으며 태국 지역 리그에서 시작하였다. 2010년 태국 프로축구 1부 리그인 타이 프리미어리그로 승격하였다.
2012년 시사껫 주 정부가 시사껫 유나이티드 FC를 연고지에 들여오기로 결정하면서, 구단은 우본랏차타니 주로 연고지를 이전하였다. 이 때 구단 명칭을 에산 유나이티드로 변경하였다.
2013년 구단의 문서 위조 사건이 발생했고, 태국 축구 협회의 결정에 따라 타이 프리미어리그 2013 시즌 동안 참가 자격이 정지되었다.
2014년 구단 명칭을 시사껫 FC로 재변경했으며, 타이 리그에 재참가하였다.

## 성적

### 태국 국내 대회
- 타이 리그 2
  - 준우승 1회 (2008)
- 태국 지역 리그
  - 우승 1회 (1999-00)
- 태국 리그컵
  - 준우승 1회 (2015)